# Monochamus urussovi
Monochamus urussovi là một loài côn trùng trong họ Cerambycidae. Loài này được Fischer von Waldheim miêu tả khoa học đầu tiên năm 1806.
Đây là loài gây hại của các cây trong chi Abies, phát triển phổ biến ở Nga.